# Jonathan Bate
Sir Andrew Jonathan Bate (Kent, 26 giugno 1958) è un critico letterario e biografo britannico, noto soprattutto per i suoi studi sul Romanticismo e il Rinascimento inglese e, in particolare, su William Shakespeare.

## Biografia
Nato nel Kent, Jonathan Bate ha studiato letteratura inglese al St Catherine's College dell'Università di Cambridge, dove conseguì sia la laurea che il dottorato di ricerca. Portò avanti gli studi all'Università di Harvard, prima di tornare nel Regno Unito come fellow del Trinity Hall di Cambridge. Tra il 1991 e il 2003 insegnò letteratura inglese all'Università di Liverpool, prima di ottenere la cattedra di studi shakespeariani e rinascimentali all'Università di Warwick. Dal 2011 al 2019 fu direttore del Worcester College dell'Università di Oxford e dal 2017 al 2019 fu anche professore di retorica al Gresham College di Londra.
Prolifico studioso della vita e dell'opera di William Shakespeare, Bate è autore di sette monografie sul drammaturgo di Stratford-upon-Avon, tra cui Shakespeare and the English Romantic Imagination (1986), Shakespeare and Ovid (1993), The Genius of Shakespeare (1997) e How The Classics made Shakespeare (2019). Ha inoltre curato l'edizione critica del Tito Andronico nel 1995 e dell'opera omnia di Shakespeare per la Random House e la Royal Shakespeare Company. Biografo di William Wordsworth, Ted Hughes e John Clare, ha ricevuto grandi plausi per l'opera dedicata a Clare: pubblicato nel 2003, John Clare: A Biography gli valse il prestigioso James Tait Black Memorial Prize.
È stato inoltre autore del one-man-show The Man from Stratford, interpretato da Simon Callow all'Edinburgh Fringe, a Trieste (2011) e ai Trafalgar Studios (2011-2012), alla Brooklyn Academy of Music (2012) e all'Harold Pinter Theatre di Londra (2014).
È sposato con la scrittrice Paula Byrne e la coppia ha avuto tre figli.

## Opere (parziale)

### Romanzi
- The Cure for Love, Picador, 1998

### Saggi
- Shakespeare and the English Romantic Imagination, Oxford University Press, 1986.
- Shakespeare Constitutions: Politics, Theatre, Criticism 1730-1830, Oxford University Press, 1989.
- Romantic Ecology: Wordsworth and the Environmental Tradition, Routledge, 1991.
- Shakespeare and Ovid, Oxford University Press, 1993.
- The Genius of Shakespeare, Picador/Oxford University Press, 1997.
- The Song of the Earth, Picador/Harvard University Press, 2000.
- English Literature: A Very Short Introduction, Oxford University Press, 2010.
- Shakespeare: Staging the World, British Museum London/Oxford University Press, 2012.
- How the Classics Made Shakespeare, Princeton University Press, 2019.

### Biografie
- John Clare: A Biography, Picador/Farrar Strauss and Giroux, 2003.
- Soul of the Age: The Life, Mind and World of William Shakespeare, Viking, 2008.
- Ted Hughes: The Unauthorised Life, William Collins London/HarperCollins New York/Fourth Estate Sydney 2015.
- Radical Wordsworth: The Poet Who Changed the World, HarperCollins, 2020.

### Curatele
- Charles Lamb: Elia and The Last Essays of Elia, Oxford University Press. 1987.
- The Arden Shakespeare: Titus Andronicus. Routledge. 1995.
- Shakespeare: An Illustrated Stage History, Oxford University Press, 1995
- John Clare: Selected Poems. Faber and Faber. 2004.
- The RSC Shakespeare: Complete Works. Macmillan/Random House Modern Library. 2007.
- The RSC Shakespeare: Individual Works, 34 volumi, Macmillan/Random House Modern Library, 2008.
- The Public Value of the Humanities, Bloomsbury, 2011.
- The RSC Shakespeare: Collaborative Plays by Shakespeare and Others. Macmillan. 2013.

### Teatro
- The Man from Stratford, Faber and Faber, 2011.